# Il mondo secondo Monsanto (saggio)
Il mondo secondo Monsanto è un'inchiesta giornalistica sulla multinazionale Monsanto, svolta dalla giornalista, scrittrice e regista Marie-Monique Robin vincitrice del Premio Albert Londres nel 1995 e del Premio Rachel Carson nel 2009.
L'argomento, estremamente attuale e controverso, è quello degli OGM; l'autrice lo indaga a partire dalla principale azienda produttrice e dalla sua storia, la Monsanto.
L'inchiesta ha avuto un buon riscontro di pubblico, con oltre 100 000 copie vendute e traduzioni in 15 paesi.
Dal libro la stessa autrice ha tratto un documentario omonimo nel 2008.

## Capitoli
- Prefazione. Un libro per la salute pubblica di Nicolas Hulot XI
- Introduzione. Il caso Monsanto
- Uno dei grandi inquinanti della storia industriale
- 1. PCB: un crimine da colletti bianchi
- 2. Diossina: un inquinante al servizio del Pentagono
- 3. Diossina: manipolazioni e corruzione
- 4. Roundup: operazione intossicazione
- 5. Il caso dell´ormone della crescita bovina (parte prima): l'influenza sulla FDA
- 6. Il caso dell´ormone della crescita bovina (parte seconda): l'arte di mettere a tacere le voci discordanti
- Gli OGM della Monsanto all'assalto del Sud
- 12. Messico: colpo basso alla biodiversità
- 13. In Argentina: la soia della fame
- 14. Paraguay, Brasile, Argentina: la «Repubblica unita della soia»
- 15. India: le sementi del suicidio
- 16. Come le multinazionali controllano gli alimenti del mondo
- Conclusioni. Un colosso con i piedi d'argilla
- Appendice. Un successo durevole

## Edizioni
- Il mondo secondo Monsanto. Dalla diossina agli OGM: storia di una multinazionale che vi vuole bene,, prefazione di Nicolas Hulot, Bologna, Arianna, 2009. ISBN 88-87307-85-7